# Calliostoma mcleani
Calliostoma mcleani är en snäckart som beskrevs av Shasky och Campbell 1964. Calliostoma mcleani ingår i släktet Calliostoma och familjen Calliostomatidae. Inga underarter finns listade i Catalogue of Life.